# Liste der Kulturdenkmäler in Frankenthal (Pfalz)
In der Liste der Kulturdenkmäler in Frankenthal sind alle Kulturdenkmäler der rheinland-pfälzischen Stadt Frankenthal ohne die Stadtteile aufgeführt. Grundlage ist die Denkmalliste des Landes Rheinland-Pfalz (Stand: 15. August 2023).

## Denkmalzonen
| Bezeichnung                          | Lage | Baujahr              | Beschreibung | Bild                           |
| ------------------------------------ | --- | -------------------- | --- | ------------------------------ |
| Denkmalzone Alter jüdischer Friedhof | Wormser Straße, auf dem Friedhof Lage                                                                    | 1826                 | ab 1826 angelegt, 133 Grabsteine bis 1918; sogenannter russischer Friedhof, 1918 angelegt, ab 1940 zur Bestattung russischer Zwangsarbeiter genutzt, 156 Grabsteine und ein Sammelgrab | weitere Bilder Fotos hochladen |
| Denkmalzone Beethovenplatz           | Beethovenplatz 1–4, Goethestraße 19, 22, Hannongstraße 32, 33, Kantstraße 1–4, Karl-Marx-Straße 1–4 Lage | 1920er Jahre         | einheitlich gestaltete zwei- und dreigeschossige Walmdachbauten mit neuklassizistischen Motiven, 1920er Jahre | Fotos hochladen                |
| Denkmalzone Bei den Vier Ulmen       | Bei den Vier Ulmen 1–22, Marienweg 2, Melchiorstraße 1–21, Dathenusstraße 1 Lage                         | 1920er Jahre         | einheitlich zweigeschossige Zeilenwohnhäuser der 1920er Jahre | Fotos hochladen                |
| Denkmalzone Conrad-Linck-Straße      | Conrad-Linck-Straße 1–14, 16 Lage                                                                        | um 1925              | eingeschossige, zu Zwei- und Dreispännern zusammengefasste Wohnbauten mit Motiven der Reformarchitektur und der 1920er Jahre, um 1925 | Fotos hochladen                |
| Denkmalzone Foltzring                | Foltzring 95, 97, 97a Lage                                                                               | 1905                 | wohl einheitlich geplante Zeilenwohnhäuser, Jugendstilmotive, Nr. 97 mit Mansarddach, bezeichnet 1905 | Fotos hochladen                |
| Denkmalzone Gabelsbergerstraße       | Gabelsbergerstraße 2–11, 13, 15 Lage                                                                     | nach 1900            | dreigeschossige späthistoristische Wohnbauten, kurz nach 1900 (Nr. 11 und 15 bezeichnet 1906); straßenbildprägend | Fotos hochladen                |
| Denkmalzone Gartenstraße             | Gartenstraße 1–10, Foltzring 11, 13, 15a Lage                                                            | um 1910              | zeittypische, gutbürgerliche Wohnbauten mit schlichteren Doppelhäusern und repräsentativen, villenartigen Wohnhäusern, um 1910 | Fotos hochladen                |
| Denkmalzone Hauptfriedhof            | Mörscher Straße, Wormser Straße Lage                                                                     | 1820/21              | Hauptfriedhof 1820/21 angelegt, 1849, 1860/61, 1884 und in den 1920er Jahren erweitert, planmäßige Anpflanzungen gegen Ende des 19. Jahrhunderts - Alte Friedhofskapelle; neuromanischer Bruchsteinbau, 1895/96, Architekt Stadtbaumeister Dilg - an der Südostecke: Friedhofstor, Sandsteinpfeiler mit Kugelaufsatz - Veteranendenkmal, klassizistischer Pfeiler mit Helmaufsatz, 1839/40, Peter Menges, Kaiserslautern - Ehrenmal für die Frankenthaler Opfer der Explosion des Oppauer Stickstoffwerkes 1921, reliefierter Pfeiler - zwei wohl romanische Sarkophage, um 1000 - barocke Grabsteine um die Friedhofskapelle - einige bemerkenswerte Grabsteine der 1880er Jahre - Grabmal Elisabeth Keistler († 1905), Galvanoplastik eines Engels | weitere Bilder Fotos hochladen |
| Denkmalzone Jahnplatz                | Jahnplatz 1–6, Mahlastraße 11 Lage                                                                       | 1920er Jahre         | Jahnhalle von 1922/24 und zwei Wohnblocks mit Walmdach einschließlich der Platzanlage, 1920er Jahre | Fotos hochladen                |
| Denkmalzone Karl-Marx-Straße         | Karl-Marx-Straße 5–21 Lage                                                                               | 1920er Jahre         | repräsentative, zum Teil symmetrisch angelegte Wohnblocks mit Walmdächern, 1920er Jahre | Fotos hochladen                |
| Denkmalzone Konrad-Adenauer-Platz    | Konrad-Adenauer-Platz 1–14, Damaschkeweg 6a, Friedensring 19a Lage                                       | 1920er Jahre         | platzbildend zu drei Zeilen zusammengefügte Walmdachbauten mit tradierten und vorausweisenden Motiven der 1920er Jahre | Fotos hochladen                |
| Denkmalzone Mörscher Straße          | Mörscher Straße 74–84, Ostring 1–8 Lage                                                                  | 1920er Jahre         | Siedlung in Zeilenbauweise; symmetrische Anlage von zwei- und dreigeschossigen Putzbauten mit Walmdächern, 1920er Jahre | BW                             |
| Denkmalzone Philipp-Karcher-Straße   | Neumayerring 5, Philipp-Karcher-Straße 1, 2 Lage                                                         | 1897                 | zwei Wohnhäuser, sandsteingegliederte Backsteinbauten, Nr. 5 bezeichnet 1897 | Fotos hochladen                |
| Denkmalzone Wormser Straße           | Wormser Straße 39, 41, 44–54, 56, 58, 60 und 62, Gabelsberger Straße 1, Mörscher Straße 1 Lage           | ab den 1880er Jahren | typisches Straßenbild der nördlichen Stadterweiterung mit spätklassizistisch geprägten, zwei- bis dreigeschossigen und drei- bis fünfachsigen Wohnhäuser, teilweise mit Ladeneinbauten, ab den 1880er Jahren, der Ludwigskirche sowie viergeschossigen späthistoristischen Zeilenwohnhäusern, um 1900 | Fotos hochladen                |

## Einzeldenkmäler
| Bezeichnung                                    | Lage                                   | Baujahr                            | Beschreibung | Bild                           |
| ---------------------------------------------- | -------------------------------------- | ---------------------------------- | --- | ------------------------------ |
| Wohn- und Betriebsgebäude                      | Albertstraße 19 Lage                   | Ende des 19. Jahrhunderts          | Wohn- und Betriebsgebäude, Quadermauerwerk und Backstein, ausgehendes 19. Jahrhundert | Fotos hochladen                |
| Stadtmauer                                     | Am Kanal Lage                          | 1718                               | Rest der Stadtmauer, Bruchstein, begonnen 1718 | Fotos hochladen                |
| Kanalhafen                                     | Am Kanal Lage                          | 1772–81                            | Reste des Hafenbeckens mit Stiftungstafel, 1772–81 | weitere Bilder Fotos hochladen |
| Siegfried-Statue                               | Am Strandbad Lage                      | 1930er Jahre                       | Monumentalskulptur, 1930er Jahre, von Georg Schubert, Frankenthal | BW                             |
| Wohnhaus                                       | August-Bebel-Straße 25 Lage            | 1765                               | eingeschossiger Mansarddachbau, bezeichnet 1765 | Fotos hochladen                |
| Rotkäppchenbrunnen                             | Bei den Vier Ulmen Lage                | 1922                               | achteckiger Brunnentrog mit Skulpturengruppe, 1922 oder wenig später von Bildhauer Rudolf Henn | Fotos hochladen                |
| Protestantische Zwölf-Apostel-Kirche           | Carl-Theodor-Straße 2 Lage             | 1820–23                            | klassizistischer Saalbau, 1820–23, Architekt Johann Philipp Mattlener; romanischer ehemaliger Chorflankenturm der Stiftskirche, neuromanisches Glockengeschoss 1845                                            | weitere Bilder Fotos hochladen |
| Wohnhaus                                       | Eisenbahnstraße 1 Lage                 | um 1877                            | winkelförmiges Wohnhaus, romanisierender Sandsteinquaderbau, um 1877 | Fotos hochladen                |
| Wohn- und Gasthaus                             | Eisenbahnstraße 12 Lage                | um 1900                            | Wohnhaus mit Gastwirtschaft; Mansarddachbau, historisierende und Jugendstilmotive, um 1900 | Fotos hochladen                |
| Wohnhaus                                       | Eisenbahnstraße 30 Lage                | spätes 19. Jahrhundert             | Wohnhaus; Klinkerbau, spätes 19. Jahrhundert | Fotos hochladen                |
| Wohnhäuser                                     | Eisenbahnstraße 52/53 Lage             | um 1900                            | dreigeschossige Wohnhäuser, um 1900; Nr. 52 Putzbau, Nr. 53 Backsteinbau | Fotos hochladen                |
| Wohn- und Geschäftshaus                        | Eisenbahnstraße 58 Lage                | um 1910                            | Wohn- und Geschäftshaus, Jugendstilmotive, um 1910 | Fotos hochladen                |
| Wohnhaus                                       | Elisabethstraße 40 Lage                | um 1900                            | Wohnhaus; eingeschossiger Backsteinbau, neugotische Motive, um 1900 | Fotos hochladen                |
| Wohnhaus                                       | Foltzring 2 Lage                       | vor 1900                           | villenartiges Wohnhaus mit Walmdach, neubarocke und Neurenaissance-Motive, kurz vor 1900 | Fotos hochladen                |
| Bierhalle Zum Storchen                         | Foltzring 5 Lage                       | um 1900                            | ehemalige Bierhalle Zum Storchen (auch Keller’s Bierhalle); sandsteingegliederter Klinkerbau, um 1900; Pulverturm-Gedenktafel, 1900, Architekt E. Glückstein                                                   | Fotos hochladen                |
| Wohnhaus                                       | Foltzring 13 Lage                      | um 1910                            | repräsentativer Walmdachbau, Reformarchitektur, um 1910 | Fotos hochladen                |
| Wohnhaus                                       | Foltzring 15a Lage                     | 1914                               | repräsentativer neuklassizistischer Putzbau, gegen 1914 | Fotos hochladen                |
| Wohnhaus                                       | Foltzring 30 Lage                      | um 1900                            | dreigeschossiges Zeilenwohnhaus, Klinkerbau, neugotische und Renaissance-Motive, um 1900 | Fotos hochladen                |
| Wohnhaus                                       | Foltzring 32 Lage                      | 1905                               | anspruchsvolles dreigeschossiges Zeilenwohnhaus, turmartiger Eckerker, 1905, Architekt J. Schneider | Fotos hochladen                |
| Wohnhaus                                       | Foltzring 60 Lage                      | Mitte des 19. Jahrhunderts         | eingeschossiges Wohnhaus mit Torfahrt, Mitte des 19. Jahrhunderts | Fotos hochladen                |
| Wohn- und Geschäftshaus                        | Foltzring 81 Lage                      | Anfang des 20. Jahrhunderts        | dreigeschossiges späthistoristisches Eckwohn- und Geschäftshaus mit Jugendstilmotiven, Anfang des 20. Jahrhunderts                                                                                             | Fotos hochladen                |
| Villa                                          | Frankenstraße 2 Lage                   | um 1900                            | anspruchsvolle Villa mit Treppenturm, um 1900, wohl von Albert Friedrich Speer | Fotos hochladen                |
| Wohnhaus                                       | Frankenstraße 11 Lage                  | 1900                               | Klinkerbau, teilweise Fachwerk, 1900, Architekt Karl Latteyer | Fotos hochladen                |
| Marine-Ehrenmal                                | Freie-Turner-Platz Lage                | 1937                               | auch Skagerak-Denkmal; Stele, Anker und Treibmine, Ummauerung, 1937 | Fotos hochladen                |
| Wohnhaus                                       | Friedensring 1 Lage                    | um 1925                            | repräsentatives dreigeschossiges Wohnhaus, um 1925; bauliche Gesamtanlage samt Einfriedung und Garten mit altem Baumbestand                                                                                    | Fotos hochladen                |
| Wohnhaus                                       | Friedensring 14 Lage                   | um 1925                            | repräsentatives villenartiges Wohnhaus, neuklassizistischer Walmdachbau, um 1925 | Fotos hochladen                |
| Verwaltungsgebäude                             | Friedrich-Ebert-Straße 4 Lage          | 1888/89                            | ehemaliges Bezirksamt, dann Amtsgericht, jetzt Außenstelle der Justizvollzugsanstalt für den offenen Vollzug; dreigeschossiger neuklassizistischer Walmdachbau, 1888/89, Aufstockung und Giebel jünger (1902?) | Fotos hochladen                |
| Wohnhaus                                       | Friedrich-Ebert-Straße 11 Lage         | 1897                               | späthistoristisches Zeilenwohnhaus, bezeichnet 1897 | Fotos hochladen                |
| Wohnhaus                                       | Gabelsbergerstraße 1 Lage              | 1902                               | Eckwohnhaus mit Gaststätte, dreigeschossiger Klinkerbau, bezeichnet 1902 | Fotos hochladen                |
| Wohnhaus                                       | Gartenstraße 12 Lage                   | um 1910                            | eingeschossiges Eckwohnhaus, teilweise Fachwerk, Landhausstilmotive, um 1910 | Fotos hochladen                |
| Augustin-Violet-Schule                         | Holzhofstraße 21 Lage                  | 1896                               | dreigeschossiger Dreiflügelbau, Sandstein und Klinker, 1896 | BW                             |
| Kriegerdenkmal                                 | Jahnplatz Lage                         | 1936                               | Kriegerdenkmal 1914/18; monumentale reliefierte Stele von Georg Schubert und Walter Perron, 1936 | Fotos hochladen                |
| Jahnhalle                                      | Jahnplatz 5 Lage                       | 1922–24                            | neuklassizistischen Putzbau mit niedrigeren Seitenflügeln, 1922–24 | Fotos hochladen                |
| Kenotaph                                       | Johann-Klein-Straße, vor Nr. 9 Lage    | um 1920                            | Kenotaph; Duplikat des Gedenksteins für Johann Klein, um 1920 von Bernhard Bleeker, München; Original im Friedhofsrondell                                                                                      | BW                             |
| Wohnhaus                                       | Johann-Kraus-Straße 19 Lage            | 1921–23                            | Direktorenwohnhaus, villenartiger Walmdachbau, 1921–23, Architekt Friedrich Larouette, Frankenthal | Fotos hochladen                |
| Erkenbert-Museum                               | Kanalstraße 1 Lage                     | 1934/35                            | Walmdachbau mit Arkadenöffnungen, 1934/35, Architekt Friedrich Larouette, Frankenthal | Fotos hochladen                |
| Wohnhäuser                                     | Kanalstraße 36/38 Lage                 | ab 1904                            | dreigeschossige Zeilenwohnhäuser, Nr. 38 Jugendstil, bezeichnet 1904, Nr. 36 bezeichnet 1909 | Fotos hochladen                |
| Torbogen                                       | Karolinenstraße, an Nr. 12 Lage        | 18. Jahrhundert                    | Torbogen und Portal, Hoftorrahmung, 18. Jahrhundert; klassizistische Portalrahmung | Fotos hochladen                |
| Diakonissenhaus                                | Karolinenstraße 29 Lage                | 1891/92                            | anspruchsvoller Klinkerbau mit Walmdach, Neurenaissance, 1891/92, Architekt Bezirksbauschaffner Lehner | BW                             |
| Verwaltungsgebäude                             | Lambsheimer Straße 16 Lage             | 1920er Jahre                       | Verwaltungsgebäude der Schnellpressenfabrik Albert; dreigeschossiger monumentaler Bau, 1920er Jahre, flankiert von zwei Klinkerfassaden der Fabrik des späteren 19. Jahrhunderts                               | Fotos hochladen                |
| Wohnhaus                                       | Lambsheimer Straße 17 Lage             | um 1870                            | Fabrikantenwohnhaus der Firma Keller; sandsteingegliederter Putzbau in Ecklage, um 1870 | Fotos hochladen                |
| Haus Klein                                     | Lambsheimer Straße 34 Lage             | um 1910                            | repräsentative Walmdach-Villa, um 1910 | Fotos hochladen                |
| Kopp’sche Villa                                | Mahlastraße 5 Lage                     | um 1870                            | sandsteingegliederter Putzbau, Neurenaissance-Motive, um 1870 | Fotos hochladen                |
| Wohnhaus                                       | Mahlastraße 15 Lage                    | um 1890                            | Backsteinbau mit zweifarbiger Schieferdeckung, um 1890 | Fotos hochladen                |
| Wohnhaus                                       | Mahlastraße 17 Lage                    | um 1890                            | Backsteinbau, um 1890 | Fotos hochladen                |
| Villa                                          | Mahlastraße 21 Lage                    | 1896                               | repräsentative zweieinhalbgeschossige Villa im Landhausstil, 1896, Architekt Albert Friedrich Speer, Mannheim                                                                                                  | Fotos hochladen                |
| Wohnhaus                                       | Mahlastraße 54 Lage                    | um 1900                            | Wohnhaus, teilweise Fachwerk, mit Treppenturm, um 1900 | Fotos hochladen                |
| Wohnhaus                                       | Marienweg 9 Lage                       | 1920er Jahre                       | repräsentatives Wohnhaus, eingeschossiger Walmdachbau, 1920er Jahre | Fotos hochladen                |
| Wohn- und Geschäftshaus                        | Max-Friedrich-Straße 3 Lage            | vor 1900                           | dreigeschossiges Wohn- und Geschäftshaus mit sandsteingegliederter Klinkerfassade, wohl kurz vor 1900; straßenbildprägend                                                                                      | Fotos hochladen                |
| Wohnhaus                                       | Max-Friedrich-Straße 7 Lage            | um 1900                            | blockhafter sandsteingegliederter Klinkerbau, Neurenaissance-Motive, um 1900 | Fotos hochladen                |
| Wohn- und Geschäftshäuser                      | Mörscher Straße 2a und 2b Lage         | 1905                               | dreigeschossige spätgründerzeitliche Wohn- und Geschäftshäuser, Nr. 2a bezeichnet 1905 | Fotos hochladen                |
| Schiller-Realschule                            | Mörscher Straße 11 Lage                | 1911/12                            | dreigeschossiger Walmdachbau, neuklassizistische Motive, 1911/12, spätere Erweiterungen | Fotos hochladen                |
| Schillerbrunnen                                | Mörscher Straße, vor Nr. 11 Lage       | 1913                               | Stele mit Bronzerelief, 1913 | Fotos hochladen                |
| Wohnhaus                                       | Mörscher Straße 28 Lage                | vor 1900                           | eineinhalbgeschossiges Eckwohnhaus, Klinkerbau mit farbig gefasster Baukeramik, kurz vor 1900 | Fotos hochladen                |
| Wohnhaus                                       | Mörscher Straße 43 Lage                | vor 1900                           | Wohnhaus, sandsteingegliederter Klinkerbau, wohl kurz vor 1900 | Fotos hochladen                |
| Bildstock                                      | Mörscher Straße, neben Nr. 53 Lage     | 1744                               | Marienbildstock, bezeichnet 1744, restauriert 1896, 1938 und später | Fotos hochladen                |
| Städtischer Betriebshof                        | Mörscher Straße 89–97 Lage             | 1920er Jahre                       | ehemaliger Alter Schlachthof, jetzt städtischer Betriebshof; großzügige kubische Putzbauten, 1920er Jahre | weitere Bilder Fotos hochladen |
| Wohnhaus                                       | Mörscher Straße 105 Lage               | 1920er Jahre                       | villenartiges Wohnhaus mit Walmdach, 1920er Jahre | BW                             |
| Wohnhaus                                       | Mozartstraße 13/15 Lage                | um 1925                            | repräsentatives Doppelwohnhaus mit Walmdach, um 1925 | BW                             |
| Wohn- und Geschäftshaus                        | Mühlstraße 3 Lage                      | 1887                               | dreigeschossiges historistisches Zeilenwohn- und Geschäftshaus, 1887, Architekt Conrad Huber | Fotos hochladen                |
| Tom-Mutters-Schule                             | Neumayerring 1 Lage                    | 1902/03                            | stattlicher dreigeschossiger Walmdachbau, jugendstilig variierte Neurenaissance-Motive, 1902/03, Architekt Richard Speer, Mannheim                                                                             | Fotos hochladen                |
| Wohn- und Geschäftshaus                        | Neumayerring 2 Lage                    | 1904                               | „Restaurant zum Elefanten“; drei- und viergeschossiger Putzbau, historisierende Motive, bezeichnet 1904 | Fotos hochladen                |
| Neumayerschule                                 | Neumayerring 7 Lage                    | 1882                               | palastartiger dreigeschossiger Baukomplex, Neurenaissance, 1882 und 1891 | Fotos hochladen                |
| Wohnhaus                                       | Neumayerring 31 Lage                   | 1896                               | Wohnhaus, Backsteinbau mit Mansarddach, bezeichnet 1896 | BW                             |
| Wohn- und Geschäftshaus                        | Neumayerring 42 Lage                   | um 1890                            | späthistoristisches Wohn- und Geschäftshaus, sandsteingegliederter Backsteinbau, um 1890 | Fotos hochladen                |
| Post                                           | Neumayerring 45 Lage                   | 1902                               | stattlicher dreigeschossiger Eckbau mit Sandsteinfassade, 1902 | Fotos hochladen                |
| Verwaltungsgebäude                             | Neumayerring 74 Lage                   | 1900–03                            | ehemaliges Gefängnis-Verwaltungsgebäude; dreigeschossiger Bau mit Sandstein- und Putzfassade, 1900–03 | Fotos hochladen                |
| Wegekreuz                                      | Ormsheimer Hof, vor Nr. 1 Lage         | 1753                               | Kreuz; qualitätvoller Sockel, (ehemals) bezeichnet 1753 | Fotos hochladen                |
| Stall                                          | Ormsheimer Hof, zu Nr. 4 Lage          | um 1800                            | dreischiffige, stichkappengewölbte Stallung, um 1800 | Fotos hochladen                |
| Wohnblock                                      | Parsevalplatz 1, Bleichstraße 1–6 Lage | 1913                               | hufeisenförmiger viergeschossiger Mietwohnblock mit Giebeln und Erkertürmen, bezeichnet 1913; freistehender Walmdachbau mit Dachreiter (Nr. 4a) und zugehörigem Brunnen                                        | BW                             |
| Allgemeine Ortskrankenkasse                    | Pilgerstraße 2 Lage                    | Anfang der 1920er Jahre            | anspruchsvoller dreieinhalbgeschossiger Mansardwalmdachbau, wohl Anfang der 1920er Jahre | Fotos hochladen                |
| Kindergarten                                   | Pilgerstraße 4 Lage                    | 1903                               | eingeschossige hakenförmige Anlage, historisierende Motive, 1903, Architekt Stadtbaumeister Wettengel | Fotos hochladen                |
| Erkenbert-Ruine                                | Rathausplatz Lage                      |                                    | ehemalige Augustinerchorherrenkirche St. Maria Magdalena; romanische Erdgeschosszone (Westfront) mit Trichterportal                                                                                            | weitere Bilder Fotos hochladen |
| Katholische Pfarrkirche Heilige Dreifaltigkeit | Rathausplatz Lage                      | 1709–32                            | barocker Saalbau, Dachreiter mit Glockenstube und Laterne, 1709–32, Architekt Kapitäningenieur Villaincourt und Johann Jakob Rischer, Vorarlberg; mit Ausstattung                                              | weitere Bilder Fotos hochladen |
| Rathaus                                        | Rathausplatz 2–6 Lage                  | 1952–53                            | dreigeschossiger, dreiflügeliger Walmdachbau, 1952–53, Architekt Julius Beier, Frankenthal, Sgraffiti von Walter Perron                                                                                        | weitere Bilder Fotos hochladen |
| Wohnhaus                                       | Rheinstraße 14 Lage                    | um 1890                            | dreigeschossiges Zeilenwohnhaus, Neurenaissance, um 1890 | Fotos hochladen                |
| Wohn- und Geschäftshaus                        | Rheinstraße 36 Lage                    | Anfang des 20. Jahrhunderts        | dreigeschossiges späthistoristisches Wohn- und Geschäftshaus, Jugendstilmotive, wohl vom Anfang des 20. Jahrhunderts                                                                                           | Fotos hochladen                |
| Wohnhaus                                       | Rheinstraße 44 Lage                    | um 1860                            | Wohnhaus mit Zwerchhaus und Gauben, um 1860 | Fotos hochladen                |
| Wohnhäuser                                     | Röntgenplatz 2, 2a Lage                | Anfang des 20. Jahrhunderts        | späthistoristische Wohnhäuser, Jugendstileinflüsse, Anfang des 20. Jahrhunderts | BW                             |
| Statue                                         | Röntgenplatz, vor Nr. 5 Lage           | 1886                               | Statue der Königin Karoline; lebensgroße Bildnisfigur, 1886 von Philipp Perron, Frankenthal | BW                             |
| Wohnhaus                                       | Schaffnereiplatz 1, 2 Lage             | 1920er Jahre                       | mächtiger dreigeschossiger Walmdachbau, 1920er Jahre; platzbildprägend | Fotos hochladen                |
| Wappenstein                                    | Schnurgasse, an Nr. 33 Lage            | 1700                               | Wappenstein, bezeichnet 1700 | Fotos hochladen                |
| Speyerer Tor                                   | Speyerer Straße Lage                   | 1772/73                            | triumphbogenartiger Barockbau, 1772/73, Architekt Nicolas de Pigage, Mannheim; Löwenskulpturen, um 1780, wohl von Peter Anton von Verschaffelt, Mannheim                                                       | weitere Bilder Fotos hochladen |
| Parseval-Haus                                  | Speyerer Straße 50 Lage                | um 1815                            | Parseval-Haus; klassizistischer Walmdachbau, um 1815, Ladeneinbauten um 1900 | Fotos hochladen                |
| Verwaltungsgebäude                             | Stephan-Cosacchi-Platz 1 Lage          | 1888                               | heute Musikschule; Loggia des ursprünglichen Neurenaissancebaus von 1888, Umbau und Erweiterung zu langgestrecktem Walmdachbau mit aufwändigem Portalvorbau, 1910/11, Architekt Hermann Billing, Karlsruhe     | Fotos hochladen                |
| Philipp-Karcher-Denkmal                        | Stephan-Cosacchi-Platz, vor Nr. 1 Lage | 1902                               | Porträtbüste, 1902 von Ernst Hischen, München, gegossen bei der H. Gladenbeck & Sohn AG, Berlin-Friedrichshagen                                                                                                | Fotos hochladen                |
| Wohnhaus                                       | Sterngasse 1a Lage                     | 1920er Jahre                       | Wohnhaus, neubarocker Mansarddachbau, 1920er Jahre | Fotos hochladen                |
| Wohnhaus                                       | Turnhallstraße 21 Lage                 | zweite Hälfte des 19. Jahrhunderts | eingeschossiges Wohnhaus, Mansarddach, späteres 19. Jahrhundert | BW                             |
| Wohnhaus                                       | Vierlingstraße 2 Lage                  | vor 1900                           | sandsteingegliederter Klinkerbau, wohl kurz vor 1900 | Fotos hochladen                |
| Türrahmung                                     | Vierlingstraße, an Nr. 4 Lage          | 1905                               | Türrahmung, späthistoristisch, bezeichnet 1905 | Fotos hochladen                |
| Wohnhaus                                       | Vierlingstraße 8 Lage                  | 1903                               | dreigeschossiges historisierendes Eckwohnhaus, bezeichnet 1903 | Fotos hochladen                |
| Landwirtschaftsschule                          | Vierlingstraße 12 Lage                 | nach 1900                          | dreigeschossiger asymmetrischer Eckbau, wohl kurz nach 1900 | Fotos hochladen                |
| Wohnhaus                                       | Welschgasse 9 Lage                     | vor 1838                           | zweiteiliger Putzbau, vor 1838, teilweise Aufstockung nach 1918; bis 1838 protestantisches Knäbleinschulhaus                                                                                                   | Fotos hochladen                |
| Haus Dirigo                                    | Westliche Ringstraße 1 Lage            | um 1850                            | Wohnhaus mit dreigeschossigem Mittelrisalit, wohl um 1850 | Fotos hochladen                |
| Wohnhaus                                       | Westliche Ringstraße 6 Lage            | frühes 20. Jahrhundert             | dreigeschossiger sandsteingegliederter Backsteinbau mit Mansarddach, Jugendstil-Giebel, wohl frühes 20. Jahrhundert                                                                                            | Fotos hochladen                |
| Wohn- und Gasthaus                             | Westliche Ringstraße 7 Lage            | 1904                               | Wohnhaus mit Gaststätte, historisierender Backsteinbau, Jugendstileinflüsse, bezeichnet 1904 | Fotos hochladen                |
| Wohnhaus                                       | Westliche Ringstraße 9 Lage            | 1897                               | Eckwohnhaus, Backsteinbau, Neurenaissance, 1897 | Fotos hochladen                |
| Wohnhaus                                       | Westliche Ringstraße 18 Lage           | um 1870                            | villenartiges Wohnhaus, klassizistische Motive, um 1870 | Fotos hochladen                |
| Wohnhaus                                       | Westliche Ringstraße 20/22 Lage        | um 1870                            | Doppelwohnhaus, klassizistische Motive, um 1870 | Fotos hochladen                |
| Wohnhaus                                       | Westliche Ringstraße 21 Lage           | um 1895                            | Eckwohnhaus, dreigeschossiger Klinkerbau, um 1895; straßenbildprägend | Fotos hochladen                |
| Wohnhaus                                       | Westliche Ringstraße 24 Lage           | um 1880                            | anspruchsvoller Gründerzeitbau, Neurenaissance, um 1880 | Fotos hochladen                |
| Wohnhaus                                       | Westliche Ringstraße 26 Lage           | um 1890                            | Eckwohnhaus, Backsteinbau mit Mansarddach, Neurenaissancemotive, um 1890 | Fotos hochladen                |
| Wohn- und Praxisgebäude                        | Westliche Ringstraße 29 Lage           | vor 1900                           | villenartiges Wohn- und Praxisgebäude, repräsentativer Walmdachbau, kurz vor 1900 | Fotos hochladen                |
| Wohnhaus                                       | Willestraße 2 Lage                     | um 1890                            | dreigeschossiges Eckwohnhaus, um 1890 | Fotos hochladen                |
| Wohnblock                                      | Wingertstraße 25/27 Lage               | um 1925                            | dreigeschossiger Wohnblock, Walmdachbau mit erkerartigen Flügelbauten, um 1925 | Fotos hochladen                |
| Wormser Tor                                    | Wormser Straße Lage                    | 1770–72                            | triumphbogenartiger Sandsteinquaderbau, 1770–72 | weitere Bilder Fotos hochladen |
| Katholische Pfarrkirche St. Ludwig             | Wormser Straße 41 Lage                 | 1934–35                            | kubisch-monumentale, dreischiffige Basilika mit Doppelturmfassade, 1934–35, Architekt Albert Boßlet | Fotos hochladen                |
| Sankt-Josef-Statue                             | Wormser Straße, bei Nr. 41 Lage        | 1779                               | Sandsteinskulptur, 1779 von Johann Matthäus van den Branden | Fotos hochladen                |
| Wohnhaus                                       | Wormser Straße 45/47 Lage              | um 1900                            | viergeschossiger Klinkerbau, Neurenaissance, um 1900 | Fotos hochladen                |
| Wohnhaus                                       | Wormser Straße 49 Lage                 | vor 1900                           | viergeschossiger Backsteinbau, kurz vor 1900 | Fotos hochladen                |
| Wohnhaus                                       | Wormser Straße 51 Lage                 | 1899                               | viergeschossiger Backsteinbau mit Giebelrisaliten, 1899 | Fotos hochladen                |
| Wohnhaus                                       | Wormser Straße 53 Lage                 | um 1900                            | viergeschossiger Backsteinbau, um 1900; in Durchfahrt und Hausflur Wandmalereien, bezeichnet 1914, von Fr. Lessle                                                                                              | Fotos hochladen                |
| Pestalozzi-Schule                              | Wormser Straße 59 Lage                 | 1894                               | repräsentativer dreigeschossiger Backsteinbau auf L-förmigem Grundriss, 1894 | Fotos hochladen                |
| Wohnhaus                                       | Zöllerring 123 Lage                    | um 1890                            | anspruchsvolles Wohnhaus, Neurenaissancemotive, um 1890 | Fotos hochladen                |

## Ehemalige Kulturdenkmäler
| Bezeichnung                   | Lage                                         | Baujahr                  | Beschreibung | Bild                           |
| ----------------------------- | -------------------------------------------- | ------------------------ | --- | ------------------------------ |
| Wohnhaus                      | Carl-Theodor-Straße 23 Lage                  | späteres 19. Jahrhundert | eingeschossiger Mansarddachbau, späteres 19. Jahrhundert; abgebrochen | BW                             |
| Feierabendhaus                | Foltzring 33 Lage                            | 1909–11                  | Turnhallenbau mit früher Stahlbetonkonstruktion, 1909–11, Architekt Friedrich Larouette, Frankenthal, 1938/39 zu Feierabendhaus überformt; 2016 abgebrochen und aus Denkmalliste gelöscht | weitere Bilder Fotos hochladen |
| Denkmalzone Nürnberger Straße | Nürnberger Straße 23–29, Rheinstraße 32 Lage | 19. Jahrhundert          | geschlossene Gruppe eingeschossiger Wohnhäuser des früheren (Nr. 23) und späteren (Nr. 25, 27, Rheinstraße 32) 19. Jahrhunderts; abgebrochen                                              | BW                             |
| Spolien                       | Schlossergasse, an Nr. 10 Lage               | ab 1608                  | Schlussstein und Gewände, Schlussstein, bezeichnet 1608; Renaissanceportal; aus Denkmalliste gelöscht                                                                                     | Fotos hochladen                |
| Wohnhaus                      | Turnhallstraße 23 Lage                       | frühes 19. Jahrhundert   | eingeschossige Wohnhäuser, früheres 19. Jahrhundert; aus Denkmalliste gelöscht | BW                             |